# Marlon Fernández
Marlon Fernández (Cuba; 24 de agosto de 1977) más conocido por su nombre artístico Marlon es un cantante cubano, ganador de la tercera edición de Objetivo Fama (una competencia por un contrato discográfico) transmitida por Univisión Puerto Rico solamente en su primera edición y en las próximas ediciones se le une Telefutura en los Estados Unidos. Marlon, es un joven que además de tener gran presencia escénica, también cuenta con un perfecto registro de voz, elementos que han provocado su adopción por parte de los amantes del género tropical.

## Biografía y Trayectoria
Marlon Fernández nació en La Lisa, Cuba en 1977 a José y Raquel Fernández. A la edad de 14 años, formó un quinteto que le ayudaría en su futura carrera.
En 2001, tuvo un accidente que amenaza su pierna derecha y se trasladó a Tenerife, Islas Canarias para el tratamiento. Durante su estancia allí, participó y ganó en un concurso llamado "El Concurso de la Juventud. Siguió la competencia, actuando en varios clubes y restaurantes en España. En 2003, se trasladó a Miami, Florida donde comenzó a cantar en varios lugares, como la del restaurante Mango, con su banda llamada La Química.
En 2005, hizo una audición para participar en la tercera temporada de Objetivo Fama. Durante el show, se destacó con sus interpretaciones y terminó ganando obtener más de un millón de votos en la última noche.
24 de octubre de 2006 lanzó su álbum debut titulado Mi Sueño por el sello Univision Records, que alcanzó el #7 en la tabla de Billboard Latin Tropical. Marlon primer sencillo fue un cover de Willie Colón y Celia Cruz éxito "Usted Abusó", la cual publicó junto con La India. Este último siempre ha sido ídolo de Fernández, y se reunió durante el concurso. El sencillo llegó en el Top 10 en las listas Tropicales.
En enero de 2007, Marlon pidió ser liberado de Univision Music Group. Ya que no estaba satisfecho con la forma en que estaban manejando su carrera.
En 2007, fue nominado para el Billboard Latin Music Award por el Mejor Álbum Tropical. También fue nominado para dos Premios Lo Nuestro. También tuvo una exitosa presentación en el Festival de la Calle 8 con Cachao López.
En enero de 2008, Marlon publicó un homenaje al cantautor dominicano Juan Luis Guerra titulada Homenaje a Juan Luis Guerra.

## Discografía
- Mi sueño (2006)[2]
- Homenaje a Juan Luis Guerra[3] (2008)
- Voces de Navidad (2008) junto a los ganadores de OF.
- Estoy de pie (2009)[4]
- Regalo De Navidad (2011)[5]
- Déjalos Que Hablen (2016)[6]